# Tartessops hardyi
Tartessops hardyi är en insektsart som beskrevs av Evans 1981. Tartessops hardyi ingår i släktet Tartessops och familjen dvärgstritar. Inga underarter finns listade i Catalogue of Life.